# Littérature franco-ontarienne
La littérature franco-ontarienne ou littérature ontaroise est une littérature francophone qui comprend les œuvres écrites en français par des Franco-Ontariens ou Ontarois, c'est-à-dire les francophones nés ou vivant en Ontario, de même que certains textes écrits en français traitant de la réalité francophone en Ontario. Ses origines remontent à la Nouvelle-France du XVIIe siècle avec les récits de voyageurs puis commence à se déployer au sein des Canadiens français en Ontario. Ces écrits souvent méconnus forment néanmoins un corpus important. Littérature minoritaire, elle se développe et connaît un essor depuis les années 1970, alors que s'affirme l'Ontario français. Miroir d'une communauté minoritaire clairsemée, la production littéraire franco-ontarienne s'inscrit historiquement dans la filiation traditionnelle identitaire. Cette motivation demeure forte mais la littérature franco-ontarienne est maintenant décentrée et diversifiée, souvent dans une exploration éclatée moderne ou post-moderne. Ce corpus diversifié comporte une multitude de choix thématiques et esthétiques, offrant, malgré son caractère récent, un intérêt réel et une qualité certaine; elle « est d'abord une littérature ».

## Définition

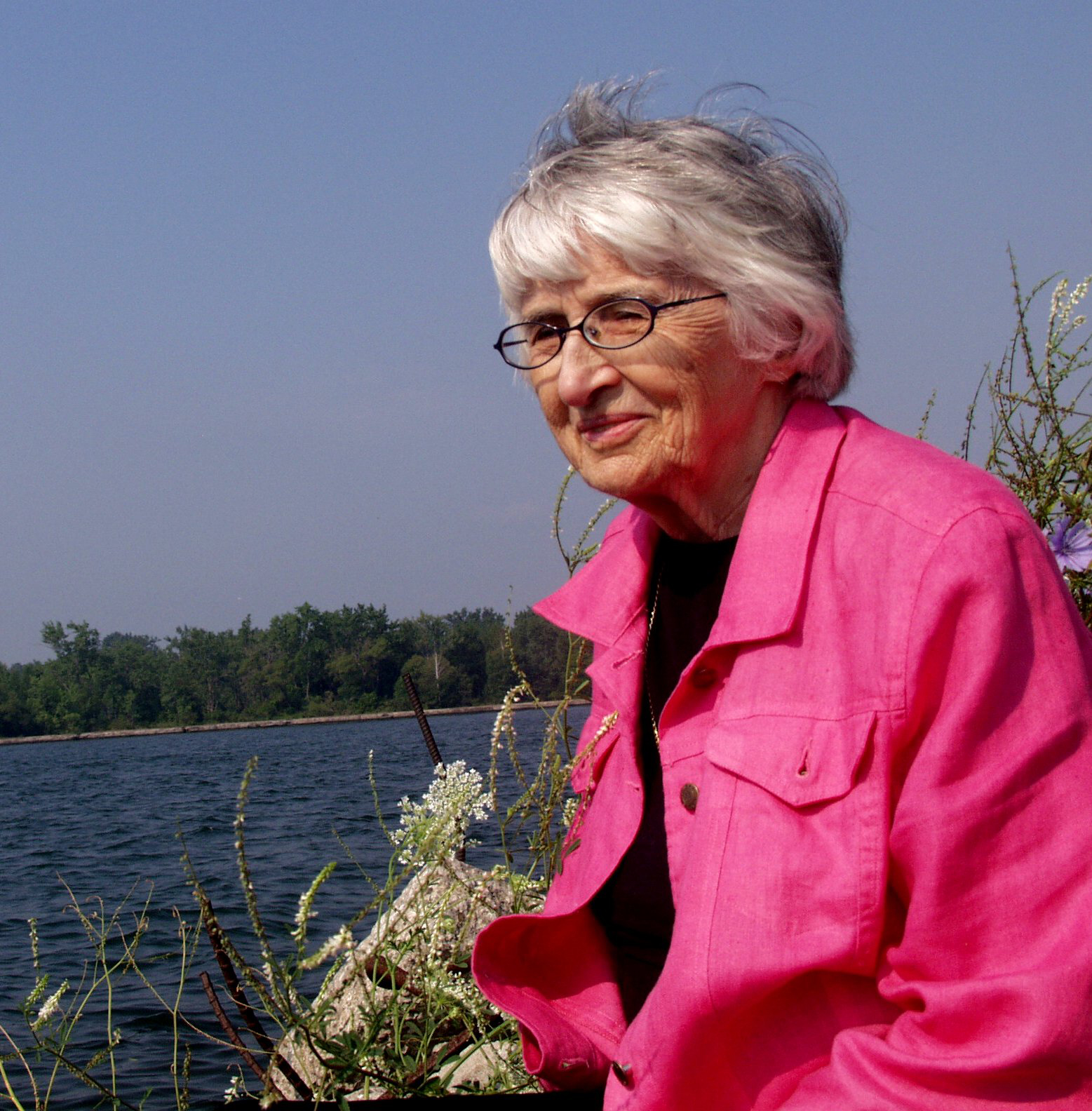
Marguerite Andersen.

En l'absence d'institutions littéraires nationales, les frontières de la littérature franco-ontarienne comme celles de la culture franco-ontarienne, sont à préciser. Pour Hédi Bouraoui, d'origine tunisienne et Jacques Flamand, d'origine française, l'écrivain franco-ontarien concerne: « […] celui ou celle qui écrit et publie en français et qui est établi en Ontario, quelles que soient ses origines géographiques ou culturelles, […] de même que les Franco-Ontariens de naissance, qui ont élu domicile ailleurs au Canada, voire à l'étranger ». Gaétan Gervais et Jean-Pierre Pichette définissent un écrit de l'Ontario français comme « une œuvre autonome, publiée en français et réputée franco-ontarienne soit par son sujet, soit par son auteur, qui est né en Ontario ou qui y a son lieu de travail ou de résidence ». Il réfère à l'Ontario français comme de la société de langue française sur le territoire qui est aujourd'hui, l'Ontario, que ce soit à l'époque des Pays-d'en-Haut, de la partie occidentale de la province de Québec, du Haut-Canada, du Canada-Ouest ou de l'Ontario actuel. La définition de base de la littérature franco-ontarienne tient donc de la spécificité franco-ontarienne, à savoir la langue et le lieu d'appartenance. Si ce critère peut paraître simple, il n'est pas toujours évident dans la pratique.
Le critère de la langue ne pose pas de questionnement. Toutefois, il peut devenir de moins en moins opérationnel à mesure que la minorisation et l'assimilation s'accentuent, à l'instar des Franco-Américains qui écrivent en anglais, autrement ils ne seraient pas publiés, le français étant relégué à un statut de langue privée, suivant les mots de Claire Quintal. Un cas emblématique est le roman Frog Moon, écrit en anglais par une Franco-Ontarienne d'origine, Lola Lemire Tostevin, racontant l'histoire d'une jeune Franco-Ontarienne s'assimilant à l'anglais.
Le lieu d'appartenance peut également porter à un flou en raison des migrations entre l'Ontario et le Québec et de la porosité de la frontière outaouaise. Ainsi, il est généralement admis que la création littéraire d'un Franco-Ontarien d'origine établi à l'extérieur de l'Ontario demeure une œuvre de littérature franco-ontarienne mais non celle d'un francophone d'ailleurs venu s'établir un temps en Ontario et qui est reparti ailleurs. Gervais et Pichette retiennent néanmoins les œuvres des auteurs francophones de passage en Ontario, souvent tenus comme exclusivement québécois, par exemple Georges Bouchard, Léo-Paul Desrosiers ou Claire Martin. Ils incluent également des textes fondamentaux de l'histoire de l'Ontario français, notamment de Samuel de Champlain ou de Lionel Groulx. Les œuvres de Jean Éthier-Blais, Franco-ontarien d'origine ayant migré au Québec, et celles de Robert Dickson, Ontarien d'origine anglophone s'étant intégré à la communauté franco-ontarienne, sont considérées franco-ontariennes alors que celles de Gérard Bessette, Québécois ayant vécu à Kingston, sont considérées par certains comme strictement québécoises. Les œuvres d'un francophone déménagé au Québec, souvent à Gatineau, ville jumelle d'Ottawa, tout en maintenant des liens institutionnels franco-ontariens sont considérées franco-ontariennes. Par ailleurs, le critère de localisation ne se traduit aucunement par une thématique proprement ontarienne, tous les sujets et lieux imaginables pouvant se retrouver dans les œuvres.
Paul Gay, à l'instar de René Dionne, de Yolande Grisé et de Gaétan Gervais et Jean-François Pichette, inclut dans la littérature franco-ontarienne, « les textes qui traduisent quelque aspect de la réalité franco-ontarienne, de quelque auteur qu'ils soient, même si celui-ci n'est pas né ou encore n'a pas vécu en Ontario ». Cet élément n'est pas considéré comme faisant partie du corpus franco-ontarien, par exemple, Lucie Hotte et Johanne Melançon considèrent que la définition doit s'articuler autour des écrivains et non des thèmes. La littérature franco-ontarienne s'impose dans le champ littéraire francophone au Canada et ailleurs par un ensemble d'œuvres ancrées dans la réalité sociopolitique et historique des Franco-Ontariens, sur une base géographique plutôt qu'ethnique et à partir d'un ensemble patrimonial multiple et élargi par rapport au tronc culturel des Canadiens français venus du Québec au XIXe siècle et au XXe siècle. «Bien que récente, la littérature franco-ontarienne possède une histoire bien circonscrite, une identité collective aux variances multiples ».

## Caractéristiques

### Littérature mineure et minoritaire
François Paré caractérise la littérature franco-ontarienne comme une littérature de l'exiguïté. Elle est également une littérature minoritaire. Jusqu'aux années 1980, la production littéraire franco-ontarienne demeure fragile et une manifestation ponctuelle. La communauté littéraire franco-ontarienne aspire à en faire une  institution littéraire, que ce soit en nombre et en qualité de publications, de lectorat, de prix et récompenses, de la critique ou de sa promotion. Le rayonnement de la littérature franco-ontarienne est culturel mais également politique. Écrire ou chanter en français en Ontario demeure un geste politique d'affirmation, le témoignage d'une culture vivante et contemporaine. Elle est maintenant une expression d'une communauté cohésive et inclusive.

### Particularisme et universalisme
Paul Gay rappelle que la littérature ontaroise est longtemps une littérature de combat, ses écrivains peuvent s'adonner aux choses de l'esprit qu'une fois les luttes épiques pour la langue française ne requérant plus une garde continuelle. Le besoin de s'affirmer se traduit par l'importance qu'occupe la poésie dans la littérature française de l'Ontario. De surcroît, cette littérature se construit souvent collectivement. Ainsi, non seulement pour le théâtre mais également pour la poésie, les écrivains s'unissent pour produire des œuvres. Annie Pronovost et Lucie Hotte concluent qu'une littérature mineure ne peut, pour la première, retenir l'ancrage et la voix collective pour se définir puisque « critiques et lecteurs abordent les œuvres dans la perspective d'un projet social et occultent leur caractère littéraire » et, pour la seconde, se complaire dans la période auto-minorisante, mais qu'elles doivent éventuellement évoluer quelque chose d'autre ». D'une esthétique identitaire, la littérature franco-ontarienne explore dorénavant l'urbanité, les transfuges linguistiques, l'intertextualité, et privilégie le roman et ses sous-genres.

### Littérature du vacuum
Gaston Tremblay qualifie la littérature franco-ontarienne de littérature du vacuum. Pour lui, « l'Ontario français, cet archipel fragile, n'est qu'un chapelet d'îlots accueillants, tous aussi riches et chaleureux les uns que les autres. Malgré tout, la culture française pousse en cette terre anglaise, là où les artistes doivent porter sur leurs épaules les espoirs d'un peuple qui résiste à l'assimilation ». Le vacuum est géographique : la grande dispersion spatiale d'un nombre restreint de Franco-Ontariens sur un vaste territoire, où, aux communautés francophones rurales, rapprochées dans l'Est mais isolées dans le Nouvel-Ontario, se substituent des individus parlant français clairsemés dans des grandes entités urbaines anglophones. Gay, plus tôt en 1985, note que la rencontre de la littérature ontaroise transcende la géographie, arguant que « d'immenses espaces les séparent les uns des autres — sauf dans l'Est de l'Ontario, aux groupements français assez compacts —, mais ils se rejoignent en un seul lieu qui n'est ni Ottawa, ni Sudbury, ni Sturgeon Falls, ni Hearst... mais l'amour de la patrie, l'amour de la nature (...) ».
Le vacuum est aussi institutionnel. La rupture liée à l'éclatement du Canada-Français en 1969 marque un jalon, sinon la pierre d'assise, de la littérature franco-ontarienne. Cette rupture se traduit de manière différente pour le Québec et les autres francophonies canadiennes. Alors que la littérature québécoise est l'héritière, la continuation ou le recentrage de la littérature canadienne-française, puisque l'ensemble des institutions et la grande majorité des auteurs se trouvent au Québec, la littérature franco-ontarienne ne peut s'inscrire dans la québécitude en opposition avec le bilinguisme pancanadien, ni s'approprier la patrimoine traditionnel canadien-français désormais québécois. Par ailleurs, le mouvement québécois d'affirmation nationale s'explique, du moins en partie, par le reflux d'événements touchant les Franco-Ontariens, c'est-à-dire le retour au Québec dans les années 1960 et 1970, de plusieurs Franco-Ontariens eux-mêmes issus de la migration de nombreux Québécois vers le Nouvel-Ontario à la fin du XIXe siècle, migration à laquelle le gouvernement ontarien répond par le règlement 17 limitant l'usage du français et visant à assurer la primauté de l'anglais. L'atténuation des liens entre le Québec et le Nouvel-Ontario et le déclin de l'influence du clergé dans l'administration publique obligent les Franco-Ontariens à œuvrer dans le cadre d'institutions bilingues et non confessionnelles puis à créer leurs propres institutions. Cette création se fait sur une base coopérative et communautaire, s'inscrivant dans un premier temps dans la mouvance de la contre-culture américaine mais rapidement elle se retourne vers le folklore propre au Nouvel-Ontario, s'inspirant de la tradition orale et, plus particulièrement, des contes franco-ontariens. Ce retour aux sources assurera la pérennité de ces institutions. C'est ainsi que, avant de s'écrire, la littérature franco-ontarienne contemporaine « a germé dans l'oralité » et a largement été une manifestation collective et d'amitié, comme l'écrit Michel Dallaire :
« se laisser habiter par l'Autre
accueillir sa solitude
son silence peuplé d'espoirs
le désir fou et simple et magique. -- Michel Dallaire »
Le vaccum est aussi social. Pour Roger Bernard, l'identité culturelle du Franco-Ontarien est question de choix individuel et non d'hérédité, comme l'attestent les taux élevés d'assimilation. Toutefois, un trait dominant de l'expérience franco-ontarienne est le statut minoritaire, lequel, pour Tremblay, « inclut la possibilité (et la responsabilité) de choisir entre sa culture et celle de la majorité ». Par leur affirmation nationale, les Québécois rejettent d'avoir à faire ce choix et se posent comme une majorité. Or, les Franco-Ontariens sont plutôt en situation d'hyper-minorité, ceux-ci formant une portion si congrue de la population ontarienne que la majorité anglophone fasse l'effort d'abattre la barrière linguistique qui la sépare de la minorité. De plus, la communauté franco-ontarienne n'a quasiment aucune influence sur les pouvoirs politique et économique dans la province. Ce rapport à la majorité est d'ailleurs ce qui distingue les contextes de la littérature franco-ontarienne et de la littérature acadienne car, bien que les locuteurs franco-ontariens soient plus nombreux, ils ne peuvent infléchir les pouvoirs ni se reposer sur leur collectivité. Plus qu'exiguë, la littérature franco-ontarienne est une littérature du vacuum, « celle dont le public est si clairsemé et le roc du mur linguistique qui la sépare de la majorité si dense que la réverbération de la parole tient lieu de réception ». La création littéraire franco-ontarienne, peu importe le genre, le contenu, le style, est restreinte à la marginalité.

## Histoire

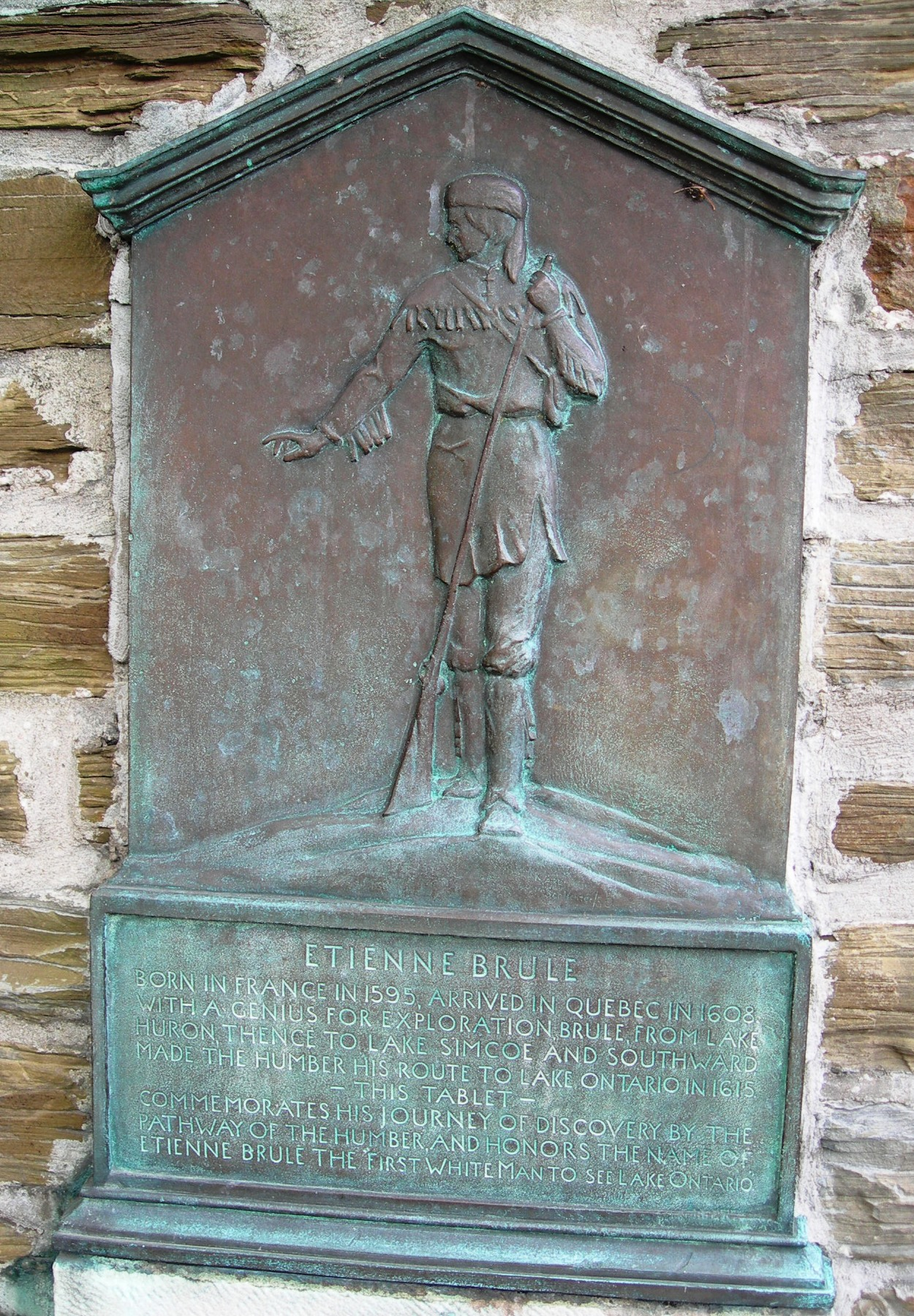
Plaque commémorant le passage d'Étienne Brûlé.

L'histoire de la littérature franco-ontarienne peut se découper en trois grandes périodes qui correspondent aux trois grandes étapes marquantes de l'histoire des Franco-Ontariens : la littérature coloniale depuis les débuts des explorations jusqu'aux débuts de la Confédération canadienne (1610-1866); la littérature canadienne-française depuis la Confédération aux débuts du nationalisme québécois et de l'affirmation franco-ontarienne (1867-1969); l’affirmation et l'effervescence franco-ontarienne depuis le début des années 1970. Si la littérature franco-ontarienne remonte jusqu'au XVIIe siècle, la normalisation du corpus et l'autonomie littéraire de l'Ontario français se réalisent entre 1980 et 2000[réf. incomplète].

### Période coloniale (1610-1866)
La grande période coloniale peut se diviser en deux périodes correspondant aux deux régimes coloniaux existant au Canada depuis l'arrivée des Européens. La première correspond au régime français, commençant en 1610 lors du premier voyage d'un Européen en Ontario, Étienne Brûlé, qui remonte la rivière des Outaouais, et se terminant le 8 septembre 1760, à l'instauration du régime militaire britannique après la capitulation de Montréal dans le cadre de la Guerre de la Conquête.

#### Période coloniale française (1610-1760)
Certains intellectuels peuvent être réticents à inclure dans la production littéraire franco-ontarienne, les récits écrits du temps de la Nouvelle-France qui portent sur le territoire ontarien, d'une part parce qu'ils constituent des parties d'œuvres écrites dans le cadre plus large de la présence française dans la vallée du Saint-Laurent, ce qui les rapproche de la culture qui est aujourd'hui québécoise, d'autre part, parce qu'il s'agit d'œuvres s'adressant à un public européen nonobstant leur ancrage territorial américain, ce qui incite à les inclure dans la littérature française. D'autres intègrent ces récits dans le corpus franco-ontarien, bien que peu de gens demeurent en Ontario à l'époque coloniale de la Nouvelle-France, ce pour plusieurs raisons : ces textes abordent des thèmes propres à la Nouvelle-France, ancêtre de la francophonie canadienne, ils sont réédités et lus principalement au Canada, ils possèdent des qualités littéraires et ils inspirent plusieurs écrivains du XIXe siècle et du XXe siècle, à l'instar des textes de la période de la Nouvelle-France qui sont considérés partie intégrante de la littérature québécoise.
À l'époque de la Nouvelle-France, le territoire est à explorer et demeure peu peuplé, l'intérêt de la métropole se limitant à la traite des fourrures pour le royaume et à l'évangélisation pour l'Église. Après Brûlé et Champlain, Médard Chouart des Groseilliers et Pierre-Esprit Radisson explorent le lac Supérieur et le pays des Sioux en 1659, revenant avec une cargaison imposante de fourrures. En 1686, Pierre de Troyes mène une expédition jusqu'à la baie d'Hudson pour y reprendre le contrôle de la traite des fourrures aux mains des Anglais. L’évangélisation commence véritablement avec les récollets Joseph Le Caron, Nicolas Viel et Gabriel Sagard en Huronie en 1623. Les missionnaires sillonnent tout le sud de l'Ontario jusqu'en 1649. Au XVIIe siècle, la politique coloniale française vise surtout à restreindre l'expansion anglo-américaine et à protéger les échanges commerciaux avec les Amérindiens. Le premier peuplement débute en 1701 avec l'établissement du fort Pontchartrain sur le site de l'actuelle ville de Détroit au Michigan mais se développe peu. Ce n'est que vers la fin des années 1740 que le peuplement débute sur la rive droite de la rivière Détroit.
La période coloniale française se caractérise par la production de prémices de littérature et non d'œuvres littéraires au sens moderne du terme; les textes sont produits avec une intention autre que d'en faire des œuvres littéraires. Les écrits se composent alors principalement des récits des explorateurs et les relations des missionnaires. Ils sont surtout rédigés par des Français relatant leurs voyages dans les Pays d'en Haut, l'appellation de l'Ontario d'alors. Les récits sont ceux d'explorateurs mandatés par le roi ou le gouverneur de la Nouvelle-France, notamment Samuel de Champlain et ses Voyages (1613, 1619), ou encore de coureurs des bois, tel Radisson racontant Les aventures extraordinaires d'un coureur des bois. Récits de voyage au pays des Indiens d'Amérique, ou de voyageurs à l'exemple du Baron de Lahontan dans ses Nouveaux Voyages dans l'Amérique septentrionnale (1703). Si les récits décrivent la géographie et les peuples amérindiens, leurs styles varient selon la finalité des ouvrages. Pour un Champlain qui fait une description factuelle la plus fidèle possible, Radisson, aidé de ses talents de conteur, exprime une sensibilité et un exotisme, cherchant l'intérêt des autorités et des marchands. Gabriel Sagard se distingue par la qualité de l'écriture et par son analyse plus profonde de la société amérindienne.

#### Régime anglais (1760-1866)
Au moment de la Conquête, les colons français demeurent peu nombreux : une soixantaine de familles près de la rivière Détroit, dans la région de la ville actuelle de Windsor. Vers 1828, une deuxième colonie de francophones se développe près de Penetanguishene. À partir de 1850, un nombre important de Québécois migrent vers l'Ontario, notamment dans l'est et le centre-nord de la province. Cette période littéraire est appelée «Origines canadiennes-françaises» par René Dionne, qui la fait terminer en 1865, année où Ottawa est désignée capitale du Canada. Elle est marquée par la littérature orale, soit les contes, légendes et chansons. Ces morceaux sont colligés par le père Germain Lemieux et Marcel Bénéreau. Le conte et la chanson folklorique franco-ontarienne puisent à même le folklore de la Nouvelle-France, lequel reprend la tradition française, une faible partie étant de propre création canadienne. Les chansons de voyageurs forme néanmoins un corpus authentiquement canadien, par exemple « La complainte de Cadieux ».

### Période canadienne-française (1867-1969)

#### Littérature des fonctionnaires québécois (1867-1910)

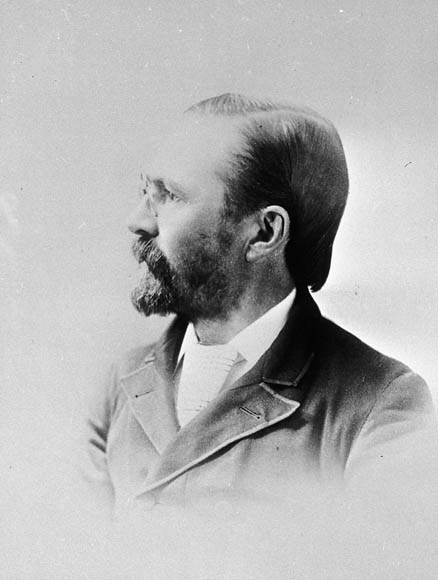
Joseph Marmette.

La littérature des fonctionnaires (1850-1910) est écrite par des Québécois d'origine, dont plusieurs deviennent fonctionnaires fédéraux (souvent traducteurs) en Ontario et finissent par s'y établir, commettant quelques œuvres, demeurant considérés dans le corpus québécois et gardant le Québec comme univers de référence. Se développent alors plusieurs genres littéraires, notamment la poésie, le roman et le théâtre, ainsi que les prémices d'œuvres écrites par des Franco-Ontariens de naissance.

#### Affirmation de l'identité (1910-1927)
Au début du XXe siècle, davantage de Québécois s'installent en Ontario, notamment dans le Nord, attirés par les emplois dans la construction de chemins de fer et dans les mines. À cette période, le tiers de la population francophone du Canada vit en Ontario et les Franco-Ontariens sont majoritaires dans nombre de collectivités locales. Le tournant du siècle est marqué par la montée du mouvement orangiste, déterminé à imposer l'anglais comme seule langue d'usage. En 1910, trois événements marquent l'histoire franco-ontarienne : le congrès de l'Association canadienne-française de l'éducation de l'Ontario, la création du quotidien québécois nationaliste Le Devoir et la demande du prélat du Pape, le cardinal Bourne, auprès des Canadiens-Français « d'abandonner la langue française pour se rallier aux Anglais ». Depuis la Conquête, les Franco-Ontariens perpétuent leur langue grâce au réseau d'écoles primaires françaises de confession catholique jusqu'à la suppression de l'enseignement en français en Ontario par le règlement 17. Ces événements favorisent l'émergence d'une nouvelle identité franco-ontarienne.

#### Tenants de la langue et de la culture (1928-1959)

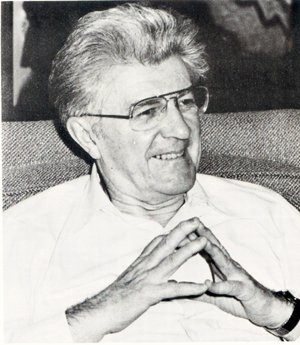
Gérard Bessette.

La question scolaire et la conscience du danger de l'assimilation polarisent la résistance franco-ontarienne, au risque d'enfermer son identité dans un ghetto organisé autour de ses institutions locales. La difficulté de s’épanouir dans la vie littéraire et culturelle francophone en Ontario est exprimée par Jean Éthier-Blais (1925-1995), originaire du Nouvel-Ontario, en parlant de Sudbury dans sa jeunesse : 
« Au tran-tran d’une petite ville qui ne serait pas la mienne, à l’hostilité d’une population anglophone qui, par définition, méprisait tout ce qui était français ; en un mot, je m’anéantissais, je disparaissais pour toujours dans l’anonymat ontarien. Je sentais s’agiter trop de pouvoir dans mon esprit pour accepter de finir mes jours inspecteur des écoles françaises dites « séparées » de l’Ontario. Ces pouvoirs étaient l’écriture. Comment vivre en anglais et faire une œuvre en français? […] Voilà le problème qui se posait à moi. Je ne savais comment le résoudre et personne ne pouvait me secourir. -- Jean-Éthier Blais, Au seuil des vingt ans »

#### Littérature universitaire (1960-1969)
La richesse des événements qui surviennent dans la société canadienne au tournant des années soixante, notamment au Québec avec la modernisation des institutions et la montée de la conscience du nationalisme québécois. La mise sur pied en 1963 de la Commission royale d'enquête sur le bilinguisme et le biculturalisme ou Commission Laurendeau-Dunton par le gouvernement de Lester B. Pearson au fédéral, en contrepoint de l'éveil des francophones, prépare la mise pour l'adoption de la Loi sur les langues officielles du Canada en 1969. « Ce renouveau d'envergure incite l'Ontario à cheminer dans le même sens en se montrant plus favorable aux revendications des Franco-Ontariens. »  La période de la littérature universitaire (1960-1969) est féconde en poésie et en roman au travers d'œuvres de Jean Ménard ou de Gérard Bessette par exemple. Les écrivains habitent, aux différentes périodes de leur vie, l'Ontario et le Québec, soit par leur naissance ou par leur parcours professionnel, dans un sens ou l'autre. Les œuvres franco-ontariennes se distinguent alors peu de la création québécoise.. La littérature franco-ontarienne, peut-être à l'instar de la société ontaroise, est encore décalée par rapport aux mutations sociopolitiques en cours; toutefois, sous ces apparences de calme, la rupture s'annonce.

### Période franco-ontarienne (1970 à nos jours)

#### Identité et norditude (1970-1989)

Logo des Éditions Prise de parole.

« Sur les plans culturel, scolaire et linguistique, rien n'a plus affecté l'Ontario français que le démembrement du Canada français. (...) L'Ontario français cesse d'être la partie ontarienne du Canada français pour devenir la partie française de l'Ontario. ». Les Franco-Ontariens ou Ontarois se sont longtemps identifiés comme Canadiens-français, indistinctement des Québécois. La plupart des Franco-Ontariens arrivés en Ontario avant 1970 sont Québécois d'origine et les liens familiaux entre les uns et les autres demeurent serrés. La Révolution tranquille et les États généraux du Canada français en 1966-1969 marquent une coupure de l'identité québécoise qui trouve son aboutissement dans le nationalisme québécois : naguère Canadiens-français, le groupe francophone le plus nombreux au Canada est désormais québécois, ce qui place les francophones de l'Ontario seuls devant la question de leur identité. Par ailleurs, la société franco-ontarienne elle-même est en profond changement. L'historien Robert Choquette décrit ce changement en 1976 dans ces termes : 
« Depuis plusieurs générations, l'église et l'école ont défini les valeurs des Franco-Ontariens. L'industrialisation de notre société, l'urbanisation croissante des Franco-Ontariens et les lois scolaires de 1968 ont contribué à faire exploser les horizons des Franco-Ontariens. Leur monde uniforme devient multiforme, l'homogénéité d'antan est remplacée par le pluralisme des sociétés, des classes, des religions et des valeurs. Il est impossible dans l'Ontario d'aujourd'hui de dresser des barrières pour protéger les Franco-Ontariens de la culture de la majorité. Cela ne serait d'ailleurs pas souhaitable. Tout projet de valorisation de ces derniers doit être à l'enseigne de l'accueil des nouvelles valeurs et non à celle de leur rejet. Sinon le raz-de-marée de l'assimilation continuera son œuvre dévastatrice en refusant à l'Ontarien francophone le droit de porter son nom. »
À compter de 1969, les subventions des gouvernements fédéral et ontarien à la culture franco-ontarienne se multiplient. Le rapport Saint-Denis sur les arts en français en Ontario, déposé en 1969, recommande que les deux universités bilingues, l'Université d'Ottawa et l'Université Laurentienne assurent la publication des œuvres des écrivains et des chercheurs franco-ontariens. Pierre Savard, mandaté en 1973 par le Conseil des arts de l'Ontario, témoigne dans son rapport remis en 1977 à la fois de la gravité de la situation et de l'inefficacité des mesures adoptées, puisque « l'acculturation des Franco-Ontariens s'accroît inexorablement, qu'ils continuent d'ignorer tout d'eux-mêmes et qu'aucune politique globale ne canalise l'aide substantielle qui leur est accordée; (...) l'aide apportée n'est pas aussi efficace qu'on le désirerait. » Malgré ou en réaction à ce contexte, « une nouvelle volonté d'affirmation s'exprime de plus en plus énergiquement par une (...) nouvelle génération d'artistes, de cinéastes, de dramaturges, de poètes, de chansonniers, ainsi que chez une certaine jeunesse en rupture de ban avec l'élite institutionnalisée. » Dans cette effervescence, la nouvelle appellation Ontarois apparaît pour marquer l'unicité des francophones de l'Ontario.
Le questionnement identitaire et culturel s'inscrit initialement dans des actions comme la création de la Coopérative des artistes du Nouvel-Ontario (CANO) dans les années 1970, tournant dans l'histoire franco-ontarienne. Si le nationalisme québécois crée un besoin de remise en question des Franco-Ontariens, les divers programmes de subventions en arts et culture pour les francophones du Canada dans la foulée de la Commission Laurendeau-Dunton leur donneront des moyens. Ensuite, les jeunes adultes des années 1970, marqués par l'idéologie contre-culturelle américaine, emploient les arts comme forme d'action sociale. Ces trois facteurs favorisent l'émergence d'une nouvelle littérature franco-ontarienne. Trois maisons d'édition sont alors créées, soit Prise de parole (1973), L'Interligne (1981) et Le Vermillon (1982), de même que plusieurs troupes de théâtre dont le Théâtre du Nouvel-Ontario (Sudbury, 1971), le Théâtre de la Corvée, aujourd'hui Théâtre du Trillium (Ottawa, 1975), le Théâtre de la Vieille 17 (Ottawa, 1979), le Théâtre du Cabano, maintenant le Vox Théâtre (Ottawa, 1979).
Les jeunes du Nord de l'Ontario veulent « modeler une nouvelle identité propre (…) dont l'objectif premier est la formulation d'une littérature franco-ontarienne - plus tard ontaroise. (…) Cette littérature et cette identité collectives seraient essentiellement différentes de celles des Acadiens, des Franco-Manitobains et des autres peuples de la fragmentation canadienne ». À cette époque, un nombre important de Franco-Ontariens de naissance se mettent à écrire; «les œuvres s'ancrent davantage dans la réalité franco-ontarienne» et les auteurs affirment l'identité franco-ontarienne. Pour René Dionne, «ces jeunes n'ont fait qu'enrichir un patrimoine de trois siècles et demi en ajoutant inconsciemment leurs œuvres à celles de centaines de devanciers dont ils n'avaient cure, faute d'avoir reçu un enseignement axé sur l'histoire particulière, les réalisations et les besoins spécifiques de la collectivité franco-ontarienne. Le modèle littéraire et socioculturel qu'on leur avait présenté était excellent, mais étranger, c'est-à-dire européen et, au plus près, québécois, bien qu'on le qualifiât de canadien-français».
Dans les années 1970 et 1980, la littérature franco-ontarienne, notamment dans le théâtre et la poésie, se concentre sur des thèmes comme l'identité, la langue, l'appartenance, le travail et la survivance. Le Nord ontarien prend également une grande place dans l'imaginaire de la littérature franco-ontarienne. La prise de parole que traduit le nom de la maison d'édition, c'est de pouvoir nommer les secrets et souvenirs les plus douloureux et traumatisants, rejeter un statut d'exilés désireux de réintégrer un jour la patrie d'origine pour plutôt investir leur territoire et affirmer « leur existence face à une culture anglophone vécue comme une agression existentielle et culturelle, voire raciale ». Les écrivains, privilégiant le théâtre et la poésie, utilisent souvent la langue familière.

Le poème de Robert Dickson repris en chanson par CANO reflète bien l'esprit de cette période : 
« Au nord de notre 
ici
où la distance use les cœurs pleins
de la tendresse minerai de la
terre de pierre de forêts et de froid
nous
têtus souterrains et solidaires
lâchons nos cris rauques et rocheux
aux quatre vents
de l'avenir possible
  -- Robert Dickson, Au nord de notre vie, 1975 »
Réginald Bélair exprime les thèmes chers aux Ontarois de l'époque, employant les éléments géographiques et climatologiques comme métaphores des menaces contre l'avenir ontarois et en reprenant les images les plus traditionnelles, ainsi : 
« Toutes les rafales
Viennent battre leurs mesures
Sur les murs crispés de froid
De ma cabane égarée
Dans le Vent du Nord »
Le roman de Jean Éthier-Blais, franco-ontarien d’origine vivant à Montréal, Les pays étrangers (1982) traduit la complexité de la transition de la francophonie canadienne et des rapports entre les Franco-Ontariens et le Québec en cette période intense de la question nationale. D’une part, ce roman, qui se situe dans sa première partie dans la région québécoise des Laurentides mais dont les lieux et les personnages sont calqués de Sudbury, « est mal reçu dans certains milieux franco-ontariens parce qu’il laisse au lecteur du Nouvel-Ontario la nette impression d’avoir été dépouillé de son histoire. » Or, ce déplacement géographique est nécessaire puisque la deuxième partie du roman se déroule à Montréal, une métropole maintenant québécoise « qui ne reconnait plus certaines de ses villes : Sudbury et Saint-Boniface (Manitoba) qui étaient jadis une partie intégrante du Canada-Français et qui sont devenues des villes hors-Québec. Elles ne font plus partie de l’enjeu politique et sont donc évacuées du champ littéraire. ».
Gabrielle Poulin, qui écrit Cogne la caboche (1979) et Les Mensonges d'Isabelle (1983), en explorant la thématique de la femme, est précurseur de la diversification des thématiques. À la fin des années 1980 et au début des années 1990 se publient plusieurs essais et lectures critiques de la littérature franco-ontarienne, par exemple par Paul Gay, René Dionne et François Paré, qui contribuent à la faire connaître et à en développer le lectorat.

#### Multiplicité et universalité (depuis 1990)
La littérature franco-ontarienne actuelle est grandement décloisonnée, se situant en rupture avec la création précédente. Après l'expression de la pulsion identitaire du Nord, les œuvres de la littérature franco-ontarienne se déroulent dans les autres lieux où habitent les Franco-Ontariens, notamment Ottawa et plus tard Toronto. Ayant exploré leur identité et leur géographie, les thèmes et genres de la littérature franco-ontarienne se multiplient. Un nouveau courant se développe avec l'apport des francophones venus d'ailleurs qui se fondent à la communauté franco-ontarienne. Trois visions de l'identité franco-ontarienne coexistent et se complètent : (…) « à Ottawa, l'expression culturelle des Franco-Ontariens s'enracine dans un passé canadien-français où le Québec et l'Ontario sont intimement liés. À Sudbury, la culture est le cri d'une originalité de souche récente, un dire carrément ontarois. À Toronto, la culture francophone en Ontario est tributaire de l'apport original de toute une gamme de communautés aux horizons multiples, de l'Afrique aux Antilles, en passant par le Maghreb et l'Europe ».
Certains auteurs dits de souche pourraient voir d’un mauvais œil la nouvelle mouvance littéraire francophone en Ontario produite par des gens qui n’y sont pas nés ou qui ne sont pas nés au Canada. Ils assimilent ces écrits à une production exotique, sans référent culturel franco-ontarien. Pour d’autres, cet apport d’horizons culturels multiples contribue à enrichir la culture franco-ontarienne. Par ailleurs, la diversité des expériences, des contextes, des référents et des littératures des différents groupes de la francophonie canadienne se trouve liée par un élément, la langue française, qu’ils partagent et par laquelle ils se reconnaissent. La modification de la littérature franco-ontarienne tient elle-même des transformations de la société franco-ontarienne. Les difficultés de l'économie des régions rurales liées à la croissance démographique importante de Toronto et de l'arrivée dans cette ville de plusieurs Franco-Ontariens de naissance et immigrants francophones ont modifié la répartition géographique de la population franco-ontarienne. La société franco-ontarienne traditionnelle, rurale et canadienne française, se conjugue maintenant avec une nouvelle facette, urbaine et multiethnique.

## Thématiques
Deux grands thèmes transcendent une grande partie des genres littéraires franco-ontariens : d'une part, l'Ontario français, son identité, ses paysages et sa société; d'autre part, l'être comme personne. Les thèmes abordés dans les genres brefs comme la nouvelle sont plus éclatés.
Le thème de la revendication, de l'autonomie et de la prise en main de la communauté franco-ontarienne demeure d'actualité, par exemple dans le poème « Face aux cahutes de glaise » de Lélia Young, bien qu'il soit moins présent. La norditude, également central dans les années 1970-80 du fait de la concentration des acteurs littéraires dans le Nord, tend également à être moins présent maintenant,. Si plusieurs œuvres des années 1970 et 1980 affectionnent une approche sociologique de la condition franco-ontarienne, la pièce Le Chien de Jean Marc Dalpé marque une étape importante, alliant une lecture sociologique identitaire et une interprétation psychologique. La thématique identitaire franco-ontarienne n'équivaut toutefois pas à une littérature du terroir comme dans la littérature québécoise, d'une part en raison de l'économie franco-ontarienne traditionnelle basée sur la forêt et les mines et de l'urbanisation de ce groupe principal, d'autre part par la diversité des apports culturels francophones en Ontario. Par ailleurs, des pièces comme French Town (1994) de Michel Ouellette exprime les contradictions et l'ambivalence de la société franco-ontarienne par le biais d'un drame entre deux frères et une sœur, l'un voulant s'éloigner de son milieu d'origine, la fille voulant au contraire s'ancrer dans le monde franco-ontarien et l'autre frère, déraciné, voulant y revenir. Les œuvres emblématiques de l'Ontario français comprennent entre autres Le grand livre, autofiction de l'aventure des artistes du Nouvel-Ontario, le roman historique Étienne Brûlé, fils de Champlain, l'étude L'Ontario français, quatre siècles d'histoire, l'essai Prendre sa place. Parcours et trajectoires en Ontario Français, le documentaire À la découverte de l'Ontario français, le Dictionnaire des citations littéraires de l'Ontario français depuis 1960, de même que les romans Je m'en fiche..., Les routes incertaines, Le complexe de Trafalgar et Embrouilles à Embrun.
La nostalgie de la terre d'origine s'exprime par ailleurs chez les néo-Franco-Ontariens, tel Dimitri Kitsikis dans son poème « L'orroc » (1986).
La transition de la thématique de la société franco-ontarienne vers une approche plus psychologique voire post-moderne s'observe chez plusieurs auteurs, notamment Jean Marc Dalpé, Michel Ouellette et Daniel Poliquin. Les deux axes thématiques, collectif et individuel, chevauchent chez plusieurs auteurs, par exemple Aurélie Resch. La poétique franco-ontarienne s'appuie sur cinq aspects principaux : l'identité, le déplacement, l'intime, le mythe et l'urbanité. Si les références aux mythologies antique et imaginaires sont nombreuses, les forces de la nature demeurent omniprésentes.
L'être et la condition de l'individu sont des thèmes récurrents de la littérature franco-ontarienne. Par exemple, Andrée Christensen explore l'apprivoisement de la mort et la réconciliation des contraires, notamment dans Sacra Privata (1997) alors qu'Andrée Lacelle traite de la solitude et de l'isolement.

## Esthétiques
Daniel Poliquin ouvre un renouvellement esthétique par son jeu sur les voix narratives et le mélange des genres entre autres, amorcé dans son roman Visions de Jude (1990) et intensifié dans ses romans historiques post-modernes L'homme de paille (1998) et La kermesse (2006). Aurélie Resch, dans son recueil de nouvelles Le bonheur est une couleur (2008), transforme, au travers de la rencontre des couleurs, des odeurs, des textures, le banal en littérature vivante. Le théâtre s'exprime dans le parler de la classe ouvrière et de la vie quotidienne qui ressemble au tronc de la communauté franco-ontarienne. À la chanson exprimée d'abord dans la langue populaire du Nord, sur fond de musique traditionnelle, s'ajoute maintenant une approche métissée et de plus en plus introduisant des éléments de la langue anglaise.

## Genres

### Théâtre
Le théâtre franco-ontarien est initialement un « forum de conscientisation pour la quête identitaire d’un peuple minoritaire ». André Paiement, membre du CANO et du groupe musical CANO, avec ses pièces Moé j'viens du Nord, stie (1970), La Vie et les temps de Médéric Boileau (1973), Lavalléville (1974) et La parole et la loi, en est la figure de proue et l'archétype. Jean Marc Dalpé s'ancre dans la réalité du Nord de l'Ontario avec 1932. La ville du nickel. Une histoire d'amour sur fond de mines (1981) et celle de l'Est de l'Ontario avec Hawkesbury Blues (1982), avec Brigitte Haentjens. Le théâtre se modernise ensuite, devenant un espace artistique existentiel et universel. Michel Ouellette est un exemple de ce changement, avec sa pièce French Town (1994), alliant communauté franco-ontarienne et drame familial, se tournant ensuite vers un questionnement plus métaphisique qu'identitaire, avec Iphigénie en trichromie et Achille en colère (2009). Patrick Leroux, dans la pièce Le testament du couturier (2002), explore le thème de l'intolérance et des rapports entre les êtres humains dans un espace indéterminé. Les œuvres Maïta (2002) et La Meute (2003) d’Esther Beauchemin, Sahel (2003) de Franco Catanzariti et L’Implorante (2012) de Claude Guilmain (2012), et celles de Pier Rodier et de Marie-Thé Morin sont d'autres exemples de la nouvelle thématique.

### Poésie
La poésie est le genre privilégié des écrivains ontarois jusqu'au début des années 1990. Elle est pour certains le cœur de cette littérature contemporaine, lui donnant son rythme sur un mode d'émancipation, de marginalité, et également d'idéal, d'avant-garde, de témoignage et de communication. Ce genre se développe en fonction de deux axes : le pays et l'être. Il aborde d'abord les thèmes de la patrie ontaroise, de la nature, de l'amour et de la mystique. Parmi les poètes de la fin du XIXe siècle se comptent les Québécois d'origine Benjamin Sulte, Alfred Garneau et William Chapman. Les premiers poèmes contemporains expriment souvent avec colère, désespoir et négation de l'être la lutte des Franco-Ontariens pour leur survie, ainsi Gustave Lacasse. Le cri d'un peuple de Richard Casavant en est une expression manifeste. Les poèmes «Temps de vies» (1986) de Pierre Pelletier et «En-ra-ciné» (1986) de Pascale Sabourin sont d'autres exemples de la littérature comme vecteur d'existence franco-ontarienne. Patrice Desbiens, dans sa pièce Sudbury (1988), exprime le mal de vivre et la condition minoritaire dans cette ville franco-ontarienne qu'il présente comme un lieu mortifère. Robert Dickson ancre ses poèmes dans l'Ontario français mais dans une vision humaniste et en relation avec le monde, notamment dans Humains paysages en temps de paix relative (2002) et Libertés provisoires (2005). La beauté et l'immensité des paysages ontariens sont célébrées dans les poèmes de Guy Lizotte ou Charles-Émile Claude. Dans un autre registre, les poèmes de Richard Casavant, Jacques Flamand, Gaston Tremblay et Michel Vallières explorent le plus souvent la passion des sentiments humains. Jean Marc Dalpé exprime l'aliénation ontaroise ainsi : 
« Nous qui avons été la chair à canon dans leurs guerres
sommes la sueur à piasses dans leurs mines et leurs moulins à bois
Nous qui sommes
de rivières, de lacs, de forêts
Nous qui sommes
des terres à perte de vue
des rigodons à perdre haleine
des rires à perdre la tête
des amours à perdre la cœur
Nous sommes les Nigger-Frogs de l'Ontario
 --- Jean Marc Dalpé, Gens d'ici, 1981 »
 La poésie, par exemple celle de Guy Lizotte, influence la chanson franco-ontarienne. Sur une période de quinze ans entre le Au nord de notre vie de Robert Dickson (1975), Les murs de nos villages de Jean Marc Dalpé et Notre place de Paul Demers, l'imbrication de la poésie franco-ontarienne dans son milieu et sa contribution à l'identité se font tenaces.
La poésie qui s’exprime depuis les années 1980 traduit est davantage moderne ou post-moderne, exprimant l'être personnel tout en s'ancrant souvent dans le territoire. Elle s'écrit par des auteurs du Nord, par exemple Patrice Desbiens exprimant la quotidienneté dans L'Espace qui reste (1979) ou Dans l'après-midi cardiaque (1985) ou Robert Dickson de Sudbury avec Humains paysages en temps de paix relative (2002) et Au Nord de notre vie, de l’Est, notamment Andrée Lacelle d’Hawkesbury avec Tant de vie s’égare (1994) et La voyageuse (1995), et l’Ottavien Jacques Flamand pour Mirage (1986) ou Boire ta soif (1993), et du Sud, que ce soit Hédi Bouraoui avec Echosmos (1986) et Emigressence (1992), ou encore Paul Savoie et son Amour flou (1993). La poésie de l'être est privilégiée par les femmes, les migrants et la nouvelle génération. Certains poèmes des auteurs franco-ontariens venus d'ailleurs traduisent néanmoins un désir de s'enraciner dans leur société d'accueil franco-ontarienne.

### Roman
Régis Roy est considéré par certains comme le premier écrivain franco-ontarien né en Ontario. Il écrit plusieurs romans historiques dont Le cadet de La Vérendrye (1897) et La main de fer (1931). Le roman La vengeance de l'orignal (1980) de Doric Germain, qui décrit le Nord de l'Ontario, est au programme de nombreuses écoles secondaires de l'Ontario depuis sa parution,. Des auteurs contemporains écrivent des romans historiques référant à la vie quotidienne franco-ontarienne dans son acception canadienne-française, par exemple Mylaine Demers avec Mon père, je m'accuse (1996). La trilogie historique Les chroniques du Nouvel-Ontario (1981) d'Hélène Brodeur, raconte la colonisation du Nord de l'Ontario entre 1900 et 1960. Le roman franco-ontarien explore tantôt des formes nouvelles d'écriture, sert tantôt des histoires pour le grand public. Il oscille entre tradition,, modernité et post-modernisme, entre engagement social et émancipation personnelle, l'Ontario français et le reste du monde.
Daniel Poliquin situe l'action de ses romans à Ottawa, par exemple dans ses romans Visions de Jude (1990) et L'écureuil noir (1994). Les romans Ainsi parlait la tour CN (2000) de Hédi Bouraoui et Toronto je t'aime de Didier Leclair décrivent l'espace géographique où ils ont choisi de vivre en tant que francophone. Le roman Depuis toujours, j’entendais la mer (2007) d'Andrée Christensen se mérite de nombreux prix. Notons les romans Un Huron en Alsace et Sur la piste des Jolicœur de Pierre Léon, de même que Les Portugaises ensablées et Helena de Claude Tatilon.

### Nouvelle
Les nouvelles sont de multiples formes et motifs dans la littérature franco-ontarienne, les thèmes, personnages et esthétiques offrant une grande possibilité de dérive. Cette variété se retrouve entre autres chez l'humour chez Pierre Léon, la science-fiction chez Jean-Louis Trudel, le fantastique chez Pierre Karch. Aurélie Resch explore, à travers les histoires de petits garçons, les thèmes de l'exil, de la détresse, du quotidien. La nouvelle franco-ontarienne gagne en popularité.

### Récit
Le récit d'étrangers en voyage dans les régions encore vierges de l'Ontario demeure un genre primitif du corpus de la littérature franco-ontarienne. Ces textes écrits pas des Français durant le régime anglais décrivent la magnificence des forêts, des lacs et des rivières, par exemple les chutes du Niagara chez Joseph Mermet ou la rivière des Français chez Xavier Marmier.

### Conte
Jean-Louis Major écrit des fables et Danièle Vallée des contes urbains. Plusieurs légendes et contes franco-ontariens sont repris dans les recueils Contes et récits de l'Outaouais (2004) de Marc Scott, incluant La légende des Sources (Caledonia Springs), Adam Dollard des Ormeaux (Long-Sault), Le Passeur et Les portes de l'enfer (Chute-à-Blondeau), La Veuve Bédard et Le trou du diable (Plantagenet), La légende de la Baie de Cunningham (Wendover) et La légende d'Oushiguéaské. Hédi Bouraoui reçoit le Grand prix du Salon du livre de Toronto pour son conte Rose des sables.

### Littérature jeunesse et bande dessinée
Parmi les auteurs les plus prolifiques d'oeuvres jeunesse de l'Ontario français on retrouve Françoise Lepage, Lysette Brochu, Daniel Marchildon, Andrée Poulin, Diya Lim et Mireille Messier. Ces auteurs publient des histoires pour un lectorat varié dans des maisons d'éditions de l'Ontario ainsi que du Québec.
Étienne Brûlé, premier Français à explorer et à habiter ce qui deviendra l'Ontario, dûment mandaté par Samuel de Champlain, fondateur de Québec, et considéré comme le premier Franco-Ontarien et pour d'autres comme le premier Canadien, est le sujet de la trilogie de littérature pour adolescents de Jean-Claude Larocque et Denis Sauvé. Il a également inspiré des romanciers québécois comme François Dallaire et Michel Michaud.

### Essai
Les essais autobiographiques de Jean Éthier-Blais intitulés Fragments d’une enfance (1989) et Le seuil des vingt ans (1992) constituent des chroniques de la vie franco-ontarienne, sous les yeux d’un enfant dans les années 1930 à Sturgeon Falls, puis au Collège du Sacré-Cœur de Sudbury dans les années 1940. Les essais des auteurs franco-ontariens portent entre autres sur leur littérature, comme plusieurs d'entre eux sont professeurs dans les départements d'études françaises des universités ontariennes. Notons La vitalité littéraire de l'Ontario français (1985) de Paul Gay, Propos sur la littérature franco-ontarienne de René Dionne et Les littératures de l'exiguïté (1992) de François Paré.
Parmi les récipiendaires des Prix du Gouverneur général : études et essais de langue française, notons Réjean Robidoux, Patricia Smart, Michel Bock, Nicole V. Champeau et Philippe Bernier Arcand.
Également, parmi les récipiendaires des Prix du livre d'Ottawa, catégorie non-fiction, notons Gilberte Paquette, Elisabeth J. Lacelle, René Dionne, Patricia Smart, Françoise Lepage, Mila Younes, Réjean Robidoux, Maurice Henrie, Lucie Joubert, Philippe Bernier Arcand, Yvon Malette et Nicole V. Champeau.
Les essayistes d'Ottawa Réjean Robidoux, Patricia Smart, Nicole V. Champeau et Philippe Bernier Arcand ont remporté à la fois le Prix du livre d'Ottawa, catégorie non-fiction, et le Prix du Gouverneur général : études et essais de langue française.

### Chanson
La plupart du corpus traditionnel de chanson franco-ontarienne provient originellement de France, notamment la chanson traditionnelle, la chanson à répondre, la rengaine, la chanson grivoise, alors qu'une autre partie est d'origine britannique comme la gigue et le reel. Germain Lemieux compile en 1974 en deux recueils 131 chansons traditionnelles provenant de France et de Nouvelle-France, regroupant chansons à répondre, chansons doublées et chansons casse-cou ou à accumulation. Ces chansons sont pour lui leçon d'art et de fierté nationale. Ce répertoire traditionnel inspire la création des chansonniers des années 1970 et 1980 comme CANO et Garolou. La crise d'identité franco-ontarienne des années 1970 se reflète dans la chanson, comme la chanson « Notre place » de Paul Demers. La chanson franco-ontarienne entretient des liens privilégiés avec la poésie, plusieurs chansons ayant été inspirées des poèmes d'écrivans franco-ontariens, par exemple dans le cadre de La Cuisine de la poésie ou de Cris et blues. Les différents styles, de la pop au rap, puisent néanmoins à différentes sources. À l'instar des autres genres, les thèmes abordés par les paroliers sont de nature collective, notamment la langue, l'environnement ou l'injustice sociale, ou encore plus personnelle, comme le quotidien, l'amour ou l'amitié.

## Diffusion

### Lectorat
Les œuvres les plus appréciées du lectorat du corpus franco-ontarien comprennent les créations théâtrales présentant la vie quotidienne de la classe ouvrière canadienne-française dans le parler populaire, comme celles du Théâtre du Nouvel-Ontario. La chanson et les genres permettant aux Franco-Ontariens de se confirmer dans leur culture demeurent prisés. Les genres davantage populaires, souvent liées à la paralittérature, notamment le roman d'aventures, la science-fiction, mais surtout le roman historique sont des genres appréciés du lectorat.

### Édition
Les différentes maisons d'édition qui se sont créées depuis la fin des années 1960 favorisent le rapprochement entre les auteurs des différentes régions francophones de l'Ontario et font connaître leurs œuvres du public. Plusieurs maisons d'édition se trouvent à Ottawa : les Presses de l'Université d'Ottawa, les Éditions L'Interligne, fondées en 1981, les Éditions du Vermillon, fondées en 1982 et les Éditions David. Dans le Nord, les maisons d'édition se partagent entre Sudbury, avec les Éditions Prise de parole, et Hearst, avec les Éditions Boréales et les Éditions du Nordir, fondées en 1988 par Robert Yergeau à l'Université de Hearst. La communauté franco-ontarienne de Toronto compte également les Éditions Terre d'Accueil, fondées en 2018, les Éditions Marois, les Éditions du Gref, les Éditions Albion et les Éditions la Source. Il y a également les Éditions CFORP, les Éditions du Chardon Bleu, les Éditions Sans Limites et les Éditions Vents d'Ouest.

### Prix littéraires
- Prix de l’Alliance française de Toronto
- Prix littéraire Le Droit: Les Prix littéraires Le Droit visent à reconnaître le talent des auteurs de la région d'Ottawa-Gatineau. Ils ont été créés en 1985 par le seul quotidien francophone de la capitale nationale du Canada, Le Droit. Après avoir été remis à tous les genres confondus dans un premier temps, des catégories distinctes en littérature jeunesse et en poésie ont depuis été mises sur pied, respectivement en 1998 et en 2006, afin de rendre compte de la pluralité de la production littéraire. Par ailleurs, depuis 2010, le prix dans la catégorie Fiction est remis en alternance à un roman, ou à un recueil de nouvelles, récit ou conte. Les prix sont remis annuellement dans le cadre de la soirée d’ouverture du Salon du livre de l’Outaouais.
- Prix Françoise-Lepage
- Prix du livre d'Ottawa: Les Prix du livre d’Ottawa (Ottawa Book Awards en anglais) récompensent les meilleurs livres publiés respectivement en français et en anglais au cours de l’année précédente. Les deux prix comprennent des catégories distinctes pour la création littéraire et la non-fiction. Les finalistes sélectionnés reçoivent 1 000 $ et le lauréat remporte un prix de 7 500 $. Au nombre des anciens récipiendaires des Ottawa Book Awards figurent par ailleurs David O’Meara, Paul Wells, Jamieson Findlay, Elizabeth Hay, Roy MacGregor, Brian Doyle et Frances Itani. Parmi les lauréats des Prix du livre d’Ottawa des dernières années, on peut citer Philippe Bernier Arcand, Estelle Beauchamp, Daniel Poliquin, Margaret Michèle Cook, Maurice Henrie et Pierre-Luc Landry.
- Prix des lecteurs Radio-Canada: Le Prix des lecteurs Radio-Canada est l'unique prix littéraire du public en Ontario français. Le Prix existe depuis 2001 et a pour but de faire rayonner au pays la littérature franco-ontarienne contemporaine.
- Prix du salon du livre de Toronto
- Prix littéraire Trillium
- Prix Émergence AAOF
- Prix Émergence AAOF Jeunesse

### Lieux de diffusion
- Théâtre du Trillium, Ottawa[34]
- Salon du livre de Hawkesbury
- Salon du livre de Hearst
- Salon du livre du Grand Sudbury
- Salon du livre de Toronto

## Enseignement, recherche et critique
Jusqu’au début des années 1960, les établissements d’enseignement francophones de l’Ontario enseignent exclusivement la littérature française mais, dans les années 1970 après des manifestations des étudiants universitaires pour que la littérature québécoise ou canadienne-française soit celle qui soit enseignée, ils mettent les deux littératures au programme universitaire. La Révolution tranquille qui survient au Québec influence les francophones de l'Ontario, pour privilégier une approche et un contenu canadiens-français ou québécois, dans une approche d'affirmation nationale et de démocratisation. Ce changement amène ensuite à la découverte d'une littérature et d'une culture régionales, d'essence franco-ontarienne, ainsi qu'à l'affirmation de l'identité ontaroise.
Les aspects de la littérature franco-ontarienne faisant l'objet d'études incluent le statut minoritaire des Franco-Ontariens, oscillant entre la notion de « petite littérature » ou de « littérature de l'exiguïté » ou encore l'identité versus l'esthétique. Sous la direction de Gaétan Gervais et de Jean-Pierre Pichette, une équipe de deux cents collaborateurs éditent en 2010 le Dictionnaire des écrits de l'Ontario français, qui comporte des notices sur 2 500 œuvres franco-ontariennes.
Les critiques, chercheurs et théoriciens de la littérature franco-ontarienne comprennent avant 1970 René Dionne, Paul Gay, Yolande Grisé. Ils sont maintenant relativement nombreux. Ils comprennent entre autres Georges Bélanger, Fernand Dorais, Lucie Hotte, Michel Lord, François Paré, Jean-François Pichette, François Ouellet et Louis Bélanger. Paul Gay dresse un panorama de l'ensemble de la littérature franco-ontarienne en 1968, suivi par Lucie Hotte et Johanne Melançon en 2010. Ce dernier ouvrage analyse les enjeux sociaux, scolaires et culturels. Yolande Grisé cumule une anthologie en 1982. Lucie Hotte et François Ouellet offrent une synthèse de la thématique et esthétique des genres littéraires franco-ontariens en 1996 puis en 2016.

## Personnalités
Il est possible de ranger les auteurs dans l'une ou l'autre des catégories suivantes:
a) Les auteurs francophones nés en Ontario ou dans l'Outaouais québécois (Pontiac, Gatineau, Papineau) près d'institutions tels l'Université d'Ottawa ou Le Droit: Roger Duhamel, Jean Ethier-Blais, Jean-Paul Filion, Jean Ménard, Jean-Louis Major, Daniel Poliquin, Nicole V. Champeau, etc.
b) Les auteurs francophones d'origine canadienne ou québécoise qui habitent l'Ontario ou l'Outaouais québécois: Pierre Trottier, Émile Martel, Réjean Robidoux, Philippe Bernier Arcand, etc. Ou qui ont écrit ou publié la totalité ou la plus grande partie de leur oeuvre durant leur séjour en Ontario ou dans l'Outaouais québécois: Alfred Garneau, Benjamin Sulte, Rodolphe Girard, Claire Martin, Gérard Bessette, etc.
c) Lea auteurs d'origine ou de langues étrangèeres qui ont publié, du temps qu'ils habitaient - ou depuis qu'ils habitent - ces régions: Paul Wyczynski, Paul Gay, John E. Hare, David M. Hayne, Roger Mondoloni, Safa Wakas, Bernard-Paul Robert, Blaise Ndala, etc.
[Entre crochets : Année de première œuvre franco-ontarienne] Genres : C Conte; D Caricature, bande dessinée; H Chanson; E Essai; J Jeunesse; N Nouvelles; P Poésie; Q Récit; R Roman; S Scénarisation; T Théâtre; L Traduction
Prélittérature
- Samuel de Champlain (1570-1635) [1619] Q
- Jean de Brébeuf Q
- Gabriel Sagard (1604-1650) [1632] Q
- Frédéric de La Rochefoucaud-Liancourt (1747-1827) [1795] Q

Littérature des fonctionnaires québécois (1867-1910)
- Benjamin Sulte (1841-1923) [1868] E
- Élisa-Anne Baby (1803-1890) [1869] R
- Jean-Amable Bélanger (1832-1913) [1882] E
- George Baillargé (1824-1909) [1888] Q
- Arthur Buies (1840-1901) [1889] EQ
- Joseph Marmette (1844-1895) [1891] EQ
- Régis Roy (1864-1944) [1896] ER
- Francis-Joseph Audet (1867-1943) [1896] E
- Napoléon Antoine Belcourt (1860-1932) [1908] E
- Émile Asselin (1894-1981) [1917] E
- Luc Bérard (-) [1921] R
- Séraphin Marion (1896-1983) [1923] E
- Harry Bernard (1898-1979) [1926] R
- Ovila Bélanger (1909-1944) [1928] E
- Jean-Louis Bergevin (1884-1951) [1929] E
- Arthur Beauchesne (1876-1959) [1930] E
- Victor Barrette (1888-1958) [1932] E
- Marius Barbeau (1883-1969) [1934] CE
- Pierre Benoît (écrivain canadien) (1909-1986) [1935] ELR
- Jean-Léon Allie (1909-1986) [1940] E
- Paul-Henri Barabé (1904-1982) [1940] E
- Jeannine Bélanger (1915-) [1941] LP
- Clément Baribeau (1908-2004) [1942] E
- Yvon Bériault (-) [1942] E
- Gilles Bélanger (-) [1943] J
- Guillaume Belcourt (1899-) [1947] E
- J. Lucien Beaudoin (1905-) [1949] P
- Roger Bélanger (-) [1949] E
- Rosaire Barrette (1893-1982-) [1952] E
- Gaston Carrière (1913-1985) [1952] E
- Jean Archambault (1911-) [1955] E
- Jean Ménard (1930-1977) [1956] E
- Maurice Beaulieu (1924-) [1957] P
- Guy Arbour (1927-) [1957] E
- François-Xavier Barrette (1877-1962) [1958] E
- Philippe Garigue (1913-2008) [1958] E
- Gérard Bessette (1920-2005) [1958] ENPRT
- Joseph-Claude-Bernard Aubry (1914-1984) [1960] C
- Paul Wyczynski (1921-2008) [1960] E
- Cécile Cloutier (1930-2017) [1960] CEPT
- Pierre Azard (-) [1960] E
- Jean-Louis Allard (1926-) [1963] E
- Louis-Paul Béguin (1923-) [1966] E
- Hédi Bouraoui (1932-) [1966] ENPR
- Jean-François Somain (1943-2011) [1966] R
- Guy Beaulne (1921-2001) [1967] T
- Jean Éthier-Blais (1925-1995) [1967] ENPR
- Jean-Louis Major (1937-) [1968] E
- Jacques Flamand (1935-2017) [1969] EJP
- Fernand Dorais (1928-2003) [1970] E
- André Paiement (1950-1978) [1970] HT
- Yrénée Bélanger (1948-) [1971] P
- Yves Antoine (1941-) [1972] P
- Yvan Allaire (1941-) [1973] E
- Réginald Bélair (1949-) [1973] P
- Pierre Karch (1941-) [1974] CER
- Paul Savoie (1946-) [1974] HPL
- Patrice Desbiens (1948-) [1974] CHP
- Claude Belcourt (1949-) [1974] T
- Marguerite Andersen (1924-2022) [1975] EPR
- Robert Dickson (1944-2007) [1975] CLP
- Paul-François Sylvestre (1947-) [1976] ENPR
- Catherine Ahearn (1949-) [1976] P
- Michael-Francis Begley (1945-) [1977] E
- Alain Beauregard (1949-) [1977] P
- Guy Lizotte (1953-2001) [1977]
- Gérard Artaud (1926-) [1978] E
- Alexandre Amprimoz (1948-2012) [1978] ELP
- Jeannine Beauchemin (-) [1978] E
- Gérald Beaudoin (1929-2008) [1979] E
- Andrée Lacelle (1947-) [1979] P
- Guy Badeaux (1949-) [1979] D
- Brigitte Haentjens (1951-) [1979] T
- Dominique Demers (1956-) [1979]
- Vincent Almazan (-) [1979] E
- Gaétan Gervais (1944-) [1980] E
- Doric Germain (1946-) [1980] R
- Jean Marc Dalpé (1957-) [1980] PRST
- Louise Bédard (-) [1980] J
- Hélène Brodeur (1923-2010) [1981]
- Viateur Bergeron (1932-) [1981] E
- Robert Marinier (1954-) [1981] T
- Andrée Poulin [1981] J
- Daniel Poliquin (1953-) [1982] NR
- Serge Béland (-) [1982] E
- Bernard Assiwini (1935-2000) [1983] E
- Jacqueline Beaugé-Rosier (1932-2016) [1983] PR
- Clinton Archibald (1947-) [1983] E
- Jean-Louis Trudel (1967-) [1984] JNR
- Évelyne Voldeng (1943-2002) [1985]
- Robert Bellefeuille (1957-) [1985] T
- Lucien Campeau (1914-2003) [1986]
- Dimitri Kitsikis (1935-2021) [1986]
- Catherine Andrew (1942-) [1986] E
- Line Beauchesne (1955-) [1986] E
- Michèle Laframboise (1960-) [1987]
- Marie Asselin-Marchildon (1892-1984) [1988] E
- Pierre Trottier (1925-2010) [1988]
- Maurice Henrie (1936-) [1988]
- Roger Bernard (1944-2000) [1988] E
- Sandra Beckett (1953-) [1988] E
- Pierre Albert (1959-) [1988] EP
- Melchior Mbonimpa (1955-) [1989]
- Hélène Bériault (-) [1989] E
- Nancy Vickers (1946-) [1990]
- Andrée Christensen (1952-) [1990] PR
- Philippe Porée-Kurrer (1954-) [1990]
- Alain Beaulieu (1960-) [1990] NR
- Daniel Marchildon (1961-) [1991]
- Sylvie Arend (-) [1991] E
- Roméo Arbour (1919-2005) [1992] E
- Jean-Marc Barrette (1942-) [1992] E
- Jean Babineau (1952-) [1993] J
- Estelle Beauchamp [1993]
- Lélia Young [1993]
- Loïse Lavallée (1948) [1994]
- Patrick Leroux [1994]
- Stefan Psenak (1969-) [1994]
- Mylaine Demers (1972-) [1996] JR
- Gilles Lacombe (1946-) [1998]
- Michel A. Thérien (1947-) [1998]
- Marie-Andrée Michaud (1948-) [1998]
- Claude Forand (1954-) [1998]
- Françoise Lepage (1945-2010) [2000]
- Lysette Brochu (1946-) [2001]
- Aristote Kavungu [2001]
- Antonio D'Alfonso (1953-) [2002]
- Aurélie Resch (1971-) [2002] JNPRS
- Éric Charlebois (1976-) [2002]
- Tina Charlebois [2002]
- Angèle Bassolé-Ouédraogo (1967-) [2003]
- Hélène Koscielniak [2007]
- Jean-Claude Larocque [2010]
- Denis Sauvé [2010]
- Renée Avilès
- Daniel Aubin
- Martine Batanian
- Alain Henri Louis Baudot
- Esther Beauchemin
- Murielle Beaulieu
- Lise Bédard
- Pierre-Luc Bélanger
- Sylvie Bérard
- Marlène Belley
- Philippe Bensimon
- Monique Bertoli
- Philippe Bernier Arcand
- Jean Boisjoli
- Franco Catanzariti
- Richard Casavant
- Nicole Champeau
- Renée Charbonneau-Goodman
- Bernard Chevrier
- Marie-Christine Clément
- Andrée Christensen
- Margaret Michèle Cook
- Michel Côté
- Maia Cristea-Vieru
- Michel Dallaire
- Georges De Guy
- Serge Denis
- Mireille Desjarlais-Heynneman
- Marie-Andrée Donovan
- Alain Doom
- Gilles Dubois
- Christine Dumitriu Van Saanen
- Eugène Bénito Estigène
- Jean Fahmy
- Jean-Paul Filion
- Alain Fraser
- Claude Guilmain
- Albertine Hallé
- John Hare
- Julie Huard
- Guy Lafond
- Mishka Lavigne
- Lisa L'Heureux
- Diane Lussier-Bouchard
- Marc Lemyre
- Pierre Léon
- Alain Bernard Marchand
- Micheline Marchand
- Daniel Marchildon
- Marie-Claire Marcotte
- Arash Mohtashami-Maali ou Arash Motashami-Maali
- Marie-Josée Martin
- Michèle Matteau
- Melchior Mbonimpa
- David Ménard
- Mireille Messier
- Marie-Thé Morin
- Michel Muir
- Blaise Ndala
- Gabriel Osson
- Michel Ouellette
- Sébastien Pierroz
- Gabrielle Poulin
- Pierre Raphaël Pelletier
- Michel Pepin
- Lise-Anne Pilon-Delorme
- Christian Quesnel
- Rachelle Renaud
- Pier Rodier
- Carmen Roy
- Jeannine Roy-Poirier
- Paul Ruban
- Roseann Runte
- Pascale Sabourin
- Marc Scott
- François-Xavier Simard
- Patricia Smart
- Donald Smith
- Nathalie Stephens
- Claude Tatilon
- Jules Tremblay
- Marie-Rose Turcot
- Paul Savoie
- Elsie Suréna
- Véronique Sylvain
- Paul-François Sylvestre
- Danièle Vallée ou Danielle Vallée
- Catherine Voyer-Léger
- Michèle Vinet
- Anne-Marie White
- Agnés Whitfield
- Kif-Kif
- Konflit Dramatik
- ZPN (?)
- Véronique-Marie Kaye

Étude de la littérature
- René Dionne (1929-2009) [1978]
- Yolande Grisé (1944-) [1982]
- Paul Gay [1986]
- Georges Bélanger [1987]
- François Paré (1949-)[1992]
- Lucie Hotte [1994]
- François Ouellet [1996]
- Jean-François Pichette [2010]
- Michel Lord [2010]
- Jane Moss [2010]
- Johanne Melançon [2010]
- Louis Bélanger

Québécois
- Olivar Asselin
- Narcisse-Eutrope Dionne
- Henri Bourassa
- Lionel Groulx (1878-1967)
- Pierre Daviault (1899-1964) [1927]
- Robert Lalonde
- Fernand Ouellet
- Pascal Poirier (1852-1933)
- Léopold Richer (1902-1961)

## Annexe - Œuvres
| Année | Auteur                     | Titre                                                                       | Genre          | Mouvement                      | Thème                             | Éditeur                              |
| ----- | -------------------------- | --------------------------------------------------------------------------- | -------------- | ------------------------------ | --------------------------------- | ------------------------------------ |
| 1913  | Asselin (Olivar)           | Sou de la pensée française (Le)                                             | Correspondance | Culturalisme canadien-français | Saint-Jean-Baptiste               | L'Amour                              |
| 1917  | Asselin (Émile)            | Les mamans ontariennes                                                      | Poésie         | Affirmation de l'identité      | Patrimoine franco-ontarien        | Le Droit                             |
| 1953  | Achard (Eugène) (Le)       | Corsaire de la baie d'Hudson (Le)                                           | Récit          | Historicisme franco-ontarien   | Exploration de la Nouvelle-France | Librairie Générale Canadienne        |
| 1954  | Allie (Jean-Léon)          | Nouvelle-France et sa dévotion à l'Immaculée-Conception (La)                | Récit          | Historicisme québécois         | Religion en Nouvelle-France       | Œuvre des tracts                     |
| 1955  | Archambault (Jean)         | Mgr Stéphane Côté (1876-1952)                                               | Récit          | Historicisme franco-ontarien   | Colonisation du Nord de l'Ontario | Société historique du Nouvel-Ontario |
| 1957  | Arbour (Guy)               | Droit canonique particulier au Canada (Le)                                  | Essai          | Adaptation franco-ontarienne   | Religion en Ontario français      | Éditions de l'Université d'Ottawa    |
| 1972  | Antoine (Yves)             | Au gré des heures                                                           | Poésie         | Nostalgisme immigrant          | Terre natale, enfance             | Presses nationales (Haïti)           |
| 1974  | Antoine (Yves)             | Sabots de la nuit (Les)                                                     | Poésie         | Nostalgisme immigrant          | Terre natale                      | -                                    |
| 1976  | Ahern (Catherine)          | Âge de l'aube (L')                                                          | Poésie         | Individualité                  | Couple, amour                     | Éditions Saint-Germain-des-Prés      |
| 1978  | Amprimoz (Alexandre)       | Chant solaire ou la poésie éventrée                                         | Poésie         | Référent mythique              | Spiritualité, héritage poétique   | Naaman                               |
| 1978  | Artaud (Gérard)            | Se connaître soi-même                                                       | Essai          |                                |                                   |                                      |
| 1979  | Amprimoz (Alexandre)       | [Dix-Onze] 10                                                               | Poésie         |                                |                                   |                                      |
| 1979  | Almazan (Vincent)          | Français et Canadiens dans la région de Détroit aux XVIIe et XVIIIe siècles | Poésie         |                                |                                   |                                      |
| 1979  | Antoine (Yves)             | Alliage                                                                     | Poésie         |                                |                                   |                                      |
| 1979  | Artaud (Gérard)            | Crise d'identitié de l'adulte                                               | Essai          |                                |                                   |                                      |
| 1980  | Ahern (Catherine)          | Poasis                                                                      | Poésie         |                                |                                   |                                      |
| 1981  | Amprimoz (Alexandre)       | Changement de ton                                                           | Poésie         |                                |                                   |                                      |
| 1983  | Amprimoz (Alexandre)       | Conseils aux suicidés                                                       | Poésie         |                                |                                   |                                      |
| 1983  | Amprimoz (Alexandre)       | Poésie érotique de Germain Nouveau (La)                                     | Poésie         |                                |                                   |                                      |
| 1983  | Amprimoz (Alexandre)       | Sur le damier des tombes                                                    | Poésie         |                                |                                   |                                      |
| 1983  | Andersen (Marguerite)      | De mémoire de femme                                                         | Poésie         |                                |                                   |                                      |
| 1983  | Archibald (Clinton)        | Un Québec corporatiste ?                                                    | Essai          |                                |                                   |                                      |
| 1983  | Assiniwi (Bernard)         | Il n'y a plus d'Indiens                                                     | Essai          |                                |                                   |                                      |
| 1984  | Amprimoz (Alexandre)       | Dix plus un demi                                                            | Poésie         |                                |                                   |                                      |
| 1984  | Andersen (Marguerite)      | Autrement pareille (L')                                                     | Poésie         |                                |                                   |                                      |
| 1985  | Amprimoz (Alexandre)       | À l'ombre de Rimbaud : le Germain                                           | Poésie         |                                |                                   |                                      |
| 1985  | Artaud (Gérard)            | La (re) création du savoir                                                  | Essai          |                                |                                   |                                      |
| 1986  | Amprimoz (Alexandre)       | Nouveau d'avant « La doctrine de l'amour »                                  | Poésie         |                                |                                   |                                      |
| 1986  | Amprimoz (Alexandre)       | Bouquet de signes                                                           | Poésie         |                                |                                   |                                      |
| 1986  | Andrew (Caroline)          | Une communauté en colère                                                    | Poésie         |                                |                                   |                                      |
| 1987  | Assiniwi (Bernard)         | Faites votre vin vous-même                                                  | Essai          |                                |                                   |                                      |
| 1988  | Albert (Pierre)            | Espace éclaté (L')                                                          | Poésie         |                                |                                   |                                      |
| 1988  | Asselin-Marchildon (Marie) | Ce n'est qu'un au revoir                                                    | Autobiographie |                                |                                   |                                      |
| 1988  | Assiniwi (Bernard)         | Médecine des Indiens de l'Amérique (La)                                     | Essai          |                                |                                   |                                      |
| 1989  | Artaud (Gérard)            | Intervention éducative (L')                                                 | Essai          |                                |                                   |                                      |
| 1990  | Albert (Pierre)            | Silence des dieux (Le)                                                      | Poésie         |                                |                                   |                                      |
| 1991  | Andersen (Marguerite)      | Courts métrages et instantanés                                              | Poésie         |                                |                                   |                                      |
| 1991  | Arend (Sylvie)             | Vingt ans de relations entre Québec et l'Ontario (1969-1989)                | Essai          |                                |                                   |                                      |
| 1992  | Albert (Pierre)            | Dernier des Franco-Ontariens (Le)                                           | Poésie         |                                |                                   |                                      |
| 1992  | Albert (Pierre)            | Paul Demers                                                                 | Poésie         |                                |                                   |                                      |
| 1992  | Andersen (Marguerite)      | Homme-papier (L')                                                           | Poésie         |                                |                                   |                                      |
| 1992  | Arbour (Roméo)             | Un éditeur d'œuvres littéraires au XVIIe siècle                             | Poésie         |                                |                                   |                                      |
| 1993  | Amprimoz (Alexandre)       | Nostalgies de l'ange                                                        | Poésie         |                                |                                   |                                      |
| 1993  | Andersen (Marguerite)      | Chambre noire du bonheur (La)                                               | Poésie         |                                |                                   |                                      |